# Gyevát Gyula
Gyevát Gyula (Újpest, 1931. augusztus 20. – Sopron, 2001. július 16.) ökölvívóedző.

## Élete
1950 és 1955 között a BVSC ökölvívócsapatának tagja volt, majd 1955-ben  Sopronba költözött. Mivel az 1956-os forradalom idején a GYSEV ökölvívóedzője emigrált, teendőit Gyevát Gyula vette át. A szükséges edzői vizsgák letétele után a csapat hivatalos edzője lett. A válogatottban Papp László segédedzője volt.  
Tehetségek sorát nevelte ki a magyar ökölvívósport számára. Tanítványai közül Dezamits Tibor, Edvi József és az ötszörös magyar bajnok Borsos Ferenc is bekerült a válogatottba. 1995-ben a soproni ökölvívósport fellendítéséért a Sopron sportjáért kitüntetésben részesült. 
2001. július 16-án hunyt el, a soproni evangélikus temetőben nyugszik. Egykori tanítványai ökölvívó-iskolát alapítottak emlékére. Felesége Gyevát Gyuláné (szül. Veiland Anna) volt (meghalt 2024-ben).